# Lista de filmes com temática LGBT de 1979
Esta é uma lista de filmes que contém personagens e/ou temática lésbica, gay, bissexual, ou transgênera lançados em 1979.
| Título                                         | Diretor                        | País                                | Gênero                      | Elenco | Anotações |
| ---------------------------------------------- | ------------------------------ | ----------------------------------- | --------------------------- | --- | --- |
| ...And Justice for All                         | Norman Jewison                 | EUA                                 | Drama, Policial, Suspense   | Al Pacino, Jack Warden, John Forsythe, Lee Strasberg, Jeffrey Tambor, Craig T. Nelson                                     | |
| Armee der Liebenden oder Aufstand der Perverse | Rosa von Praunheim             | Alemanha Ocidental                  | Documentário                | | trad. Exército de Amantes ou Revolta dos Pervertidos Mostra a ascensão do ativismo LGBT entre 1972 e 1978, depois da rebelião de Stonewall                  |
| Arrebato                                       | Iván Zulueta                   | Espanha                             | Drama                       | Eusebio Poncela, Will More, Cecilia Roth, Marta Fernández-Muro, Luis Ciges                                                | |
| Le beau mec                                    | Wallace Potts                  | França                              | Erótico                     | Karl Forest, Frank Chazal, Cédric Dumont, Carmelo Petix                                                                   | Um ex-soldado vira atleta, prostituto, stripper, e solitário depois de sair do serviço                                                                      |
| The Beautiful Young Dreamers                   | Dave Miller                    | EUA                                 | Erótico                     | Carl Harks, Davey Williams, Fred Hall, Jay Platt, Jim Dax, Ron Paron                                                      | Um jovem começa a ter fantasias eróticas e, perturbado, procura um psiquiatra                                                                               |
| Being There                                    | Hal Ashby                      | EUA, Alemanha Ocidental             | Comédia, Drama              | Peter Sellers, Shirley MacLaine, Melvyn Douglas, Jack Warden, Richard Basehart                                            | [ 4 ] |
| The Bell Jar                                   | Larry Peerce                   | EUA                                 | Drama                       | Marilyn Hassett, Julie Harris, Jameson Parker                                                                             | Baseado no romance homônimo de Sylvia Plath |
| Beneath the Valley of the Ultra-Vixens         | Russ Meyer                     | EUA                                 | Comédia, Erótico            | Kitten Natividad, Ann Marie, Uschi Digard, Candy Samples, Stuart Lancaster, Ken Kerr                                      | [ 6 ] |
| Benjamin Britten: A Time There Was             | Tony Palmer                    | Reino Unido                         | Documentário                | Janet Baker, Benjamin Britten, Leonard Bernstein, Julian Bream, Barbara Britten, Robert Britten                           | Sobre o compositor homossexual inglês Benjamin Britten |
| Betty                                          | Dimitris Stavrakas             | Grécia                              | Curta                       | | Segue uma mulher trans por sua infância e presente |
| Bildnis einer Trinkerin                        | Ulrike Ottinger                | Alemanha Ocidental                  | Drama                       | Tabea Blumenschein, Lutze, Magdalena Montezuma, Orpha Termin, Monika von Cube, Paul Glauer, Nina Hagen                    | trad. Retrato de uma bêbada. Caminho sem volta Uma mulher vai a Berlim para beber até a morte                                                               |
| Buckeye and Pinto                              | Phil Pinder                    | Austrália                           | Curta, Ação, Comédia        | Mitchell Faircloth, Simon Thorpe, Gary Adams, Gary Foley, Tracy Harvey                                                    | Uma paródia de faroestes tradicionais, onde o subtexto homoerótico não é mais subtexto                                                                      |
| Caligula                                       | Tinto Brass                    | Itália, EUA                         | Drama, Histórico, Erótico   | Malcolm McDowell, Teresa Ann Savoy, Helen Mirren, Guido Mannari, John Gielgud, Peter O'Toole                              | |
| Coming Out                                     | Carol Wiseman                  | Reino Unido                         | Drama                       | Anton Rodgers, Nigel Havers, Hywel Bennett, Michael Byrne, Richard Pearson, Helen Cherry                                  | Um escritor gay escreve sob um pseudônimo, para não alienar seus leitores                                                                                   |
| La confusion des sentiments                    | Etienne Périer                 | França, Alemanha Ocidental          | Drama                       | Michel Piccoli, Pierre Malet, Gila von Weitershausen, Heinz Weiss, Andreas von Studnitz, Richard Lauffen                  | trad. Confusão de Sentimentos Filme feito para televisão |
| Cool Hands, Warm Heart                         | Su Friedrich                   | EUA                                 | Curta                       | Sally Eckhoff, Jennifer MacDonald, Rose Maurer, Marty Pottenger, Donna Allegra Simms                                      | [ 13 ] |
| Crimes Against Nature                          | Ed Dundas                      | EUA                                 | Drama                       | Ed Dundas | Uma série de monólogos onde os atores descrevem como eles enterraram sua sexualidade para serem aceitos                                                     |
| Cuando tejen las arañas                        | Roberto Gavaldón               | México                              | Suspense, Drama             | Alma Muriel, Angélica Chain, Raquel Olmedo, Carlos Piñar, Adriana Page                                                    | Uma jovem tenta descobrir um segredo de família e acaba envolvida em um relacionamento lésbico                                                              |
| Dimenticare Venezia                            | Franco Brusati                 | Itália França                       | Drama                       | Mariangela Melato, Eleonora Giorgi, Erland Josephson, Nerina Montagnani, David Pontremoli, Fred Personne                  | [ 16 ] |
| Dove vai se il vizietto non ce l'hai?          | Marino Girolami                | Itália                              | Comédia                     | Alvaro Vitali, Renzo Montagnani, Mario Carotenuto, Paola Senatore, Lory Del Santo, Sabrina Siani                          | [ 17 ] |
| Dream Age                                      | Barbara Hammer                 | EUA                                 | Curta                       | Barbara Hammer | Abstrato e introspectivo, a diretora de 70 anos leva seu eu de 40 em uma jornada                                                                            |
| Dress Rehearsal und Karola 2                   | Christine Noll Brinckmann      | Alemanha Ocidental                  | Curta                       | Karola Gramann | [ 19 ] |
| Écoute Voir...                                 | Hugo Santiago                  | França                              | Ficção Científica, Suspense | Catherine Deneuve, Sami Frey, Florence Delay, Anne Parillaud, Didier Haudepin, Antoine Vitez                              | [ 20 ] |
| Een Vrouw Als Eva                              | Nouchka van Brakel             | Países Baixos                       | Drama                       | Monique van de Ven, Maria Schneider, Marijke Merckens, Peter Faber, Renée Soutendijk                                      | Uma jovem mãe é vai a Paris de féria pela sugestão do marido e conhece uma lésbica                                                                          |
| Das Ende des Regenbogens                       | Uwe Frießner                   | Alemanha Ocidental                  | Drama                       | Thomas Kufahl, Slavica Rankovic, Henry Lutze, Udo Samel, Heinz Hoenig, Sabine Beck-Baruth                                 | trad. O Fim do Arco-íris Um adolescente de Berlim começa a se prostituir e a roubar                                                                         |
| Ernesto                                        | Salvatore Samperi              | Itália, Espanha, Alemanha Ocidental | Drama                       | Virna Lisi, Concha Velasco, Michele Placido, Turi Ferro, Martin Halm, Lara Wendel                                         | Vagamente baseado no romance homônimo de Umberto Saba |
| Il était une fois un homosexuel                | Norbert Terry                  | França                              | Erótico                     | Piotr Stanislas, Philippe Veschi, Liliane Jeney, François Dantchev and Gilles Dellac                                      | trad. Era Uma Vez um Homossexual Um jovem sueco vai a Paris para procurar seu amante, um homem casado                                                       |
| Fascination                                    | Jean Rollin                    | França                              | Terror, Erótico             | Franca Maï, Jean-Marie Lemaire, Brigitte Lahaie, Fanny Magier, Muriel Montossé, Sophie Noël                               | Um ladrão se esconde em um castelo sem saber que ele é habitado por um casal de vampiras                                                                    |
| Follow You Follow Me                           | Roger Lambert                  | Reino Unido                         | Curta, Drama                | Francis Gilson, Stephen Bratt, Sonia Woolley, Gilbert Wynne, Charmian May, Kevin Moore                                    | Explora a amizade entre dois adolescentes |
| The Glove                                      | Ross Hagen                     | EUA                                 | Ação, Suspense              | John Saxon, Rosey Grier, Joanna Cassidy, Joan Blondell, Jack Carter, Aldo Ray                                             | [ 26 ] |
| Hermes Bird                                    | James Broughton                | EUA                                 | Curta                       | James Broughton | Mostra um pênis em vários estágios de ereção |
| Immacolata E Concetta, L'altra Gelosia         | Salvatore Piscicelli           | Itália                              | Drama                       | Lucio Allocca, Tommaso Bianco, Ida Di Benedetto, Marcella Michelangeli, Lucia Ragni                                       | trad. Immacolata E Concetta Duas mulheres se apaixonam na cadeia e decidem morar juntas quando forem soltas                                                 |
| Os Imorais                                     | Geraldo Vietri                 | Brasil                              | Drama                       | Paulo Castelli, João Francisco Garcia, Sandra Bréa, Elizabeth Hartmann, Elineide Barros, Aldine Muller                    | |
| In Black and White                             | Michael McGarry                | Canadá                              | Curta                       | Michael McGarry | Dois jovens se encontra em um banheiro público |
| A Intrusa                                      | Carlos Hugo Christensen        | Brasil, Argentina                   | Drama                       | José de Abreu, Arlindo Barreto, Maria Zilda Bethlem, Palmira Barbosa, Fernando de Almeida, Heloisa Helena Rodrigues Gedel | Baseado no conto La Intrusa de Jorge Luís Borges |
| Iskanderija... lih?                            | Youssef Chahine                | Egito                               | Drama                       | Farid Shawqi, Hassan Hussein, Mahmoud el-Meliguy, Ezzat El Alaili, Youssef Wahby, Yehia Chahine                           | Primeira referência explícita a homossexualidade em um filme Árabe                                                                                          |
| Jaque a la dama                                | Francisco Rodríguez Fernández  | Espanha                             | Drama                       | Concha Velasco, Ana Belén, Pedro Díez del Corral, Heinrich Starhemberg, Eduardo MacGregor                                 | Depois de sua melhor amiga cometer suicídio, uma mulher percebe que o relacionamento delas ia além da amizade                                               |
| Keiko (慶子)                                   | Claude Gagnon                  | Japão                               | Drama                       | Junko Wakashiba, Akiko Kitamura, Takuma Ikeuchi, Toshio Hashimoto, Nobuo Nakanishi                                        | Uma jovem solitária procura amor na cafeteria que ela frequenta                                                                                             |
| Maldita Coincidência                           | Sérgio Bianchi                 | Brasil                              | Drama                       | Patrício Bisso, Sérgio Mamberti, Luiz Roberto Galizia, Maria Alice Vergueiro, Paulo Márcio Galvão, Rodrigo Santiago       | |
| Moments de la vie d'une femme                  | Michal Bat-Adam                | França, Israel                      | Drama                       | Michal Bat-Adam, Dahn Ben Amotz, Brigitte Catillon, Assi Dayan, Eliram Dekel, Goldie Heller, Elisabeth Klein              | Uma parisiense vai visitar sua amiga casada em Tel Aviv, e a atração que as duas mulheres tinham no passado retorna                                         |
| Nous étions un seul homme                      | Philippe Vallois               | França                              | Drama                       | Serge Avédikian, Piotr Stanislas, Catherine Albin, Lucien Guérin                                                          | trad. Nós éramos um só homem Nos últimos dias da Segunda Guerra, um camponês francês resgata e cuida de um soldado alemão ferido                            |
| La patata bollente                             | Steno                          | Itália                              | Comédia                     | Renato Pozzetto, Massimo Ranieri, Edwige Fenech, Mario Scarpetta, Clara Colosimo, Ennio Antonelli                         | trad. A Batata Quente Um operário de fábrica líder sindical começa a perder sua credibilidade ao ajudar um jovem gay                                        |
| O Princípio do Prazer                          | Luiz Carlos Lacerda            | Brasil                              | Drama                       | Odete Lara, Paulo Villaça, Carlos Alberto Riccelli, Ana Maria Miranda, Luiz Antônio Magalhães                             | Os donos de uma fazenda a beira da ruín se sentem atraídos pelo novo faz-tudo                                                                               |
| Race d'Ep                                      | Lionel Soukaz                  | França                              | Drama, Histórico            | Elizar Van Effenterre, Gilles Sandier, Pierre S., Pierre Hahn, Jean Demelier, Yves Jacquemard                             | Race d'Ep é uma gíria parisiense para homossexual |
| República dos Assassinos                       | Miguel Faria Jr.               | Brasil                              | Drama, Policial             | Tarcísio Meira, Sandra Bréa, Anselmo Vasconcelos, Silvia Bandeira, José Lewgoy, Tonico Pereira                            | Baseado no livro homônimo de Aguinaldo Silva |
| A Rosa                                         | Mark Rydell                    | EUA                                 | Musical, Drama, Biográfico  | Bette Midler, Alan Bates, Frederic Forrest, Harry Dean Stanton, David Keith                                               | Vagamente baseado na vida de Janis Joplin |
| Royal Opéra                                    | Guy Hocquenghem, Lionel Soukaz | França                              | Curta                       | Copi, Michel Cressolle, Guy Hocquenghem, Piotr Stanislas, Gilles Chatelet, Remy Germain                                   | [ 40 ] |
| Sabita Kankara (錆びた缶空)                    | Yoshihiko Matsui               | Japão                               | Drama                       | Mitsuhiko Akita, Saburo Tamura, Kazuhiro Sano                                                                             | Segue um relacionamento homossexual |
| Saint Jack                                     | Peter Bogdanovich              | EUA                                 | Drama                       | Ben Gazzara, Denholm Elliott, James Villiers, Joss Ackland, Rodney Bewes, Lisa Lu                                         | trad. Santo Jack. Baseado no livro homônimo de Paul Theroux                                                                                                 |
| Scar Tissue                                    | Su Friedrich                   | EUA                                 | Curta                       | | [ 43 ] |
| Scum                                           | Alan Clarke                    | Reino Unido                         | Crime                       | Ray Winstone, Mick Ford, Julian Firth, John Blundell, Phil Daniels, John Judd                                             | [ 44 ] |
| Secret Orchards                                | Richard Loncraine              | Reino Unido                         | Drama                       | Freddie Jones, Judy Parfitt, Joseph Blatchley, Sophie Thompson, Phoebe Nicholls                                           | Baseado na história real de um empresário de sucesso que levava uma vida dupla com duas famílias                                                            |
| Tally Brown, New York                          | Rosa von Praunheim             | Alemanha Ocidental, EUA             | Documentário                | Tally Brown, Paul Ambrose, Edward Caton, Divine, Gil Fontaine, Taylor Mead, Andy Warhol                                   | Sobre a carreira de Tally Brown |
| The Tempest                                    | Derek Jarman                   | Reino Unido                         | Drama                       | Heathcote Williams, Toyah Willcox, Karl Johnson,Peter Bull, Richard Warwick                                               | Baseado na peça homônima de William Shakespeare |
| Tres Mujeres en la Hoguera                     | Abel Salazar                   | México                              | Drama, Crime                | Maricruz Olivier, Pilar Pellicer, Maritza Olivares, Rogelio Guerra, Enrique Muñoz, Daniela Romo                           | Um agente imobiliário que controla a esposa convida uma velha amiga e a amante dela para sua casa de verão, sem saber que ela e a esposa planejam sua morte |
| Twee vrouwen                                   | George Sluizer                 | Países Baixos                       | Drama, Romance              | Bibi Andersson, Anthony Perkins, Sandrine Dumas, Kitty Courbois, Tilly Perin-Bouwmeester, Bernard-Pierre Donnadieu        | trad. Duas Mulheres Baseado no romance homônimo de Harry Mulisch                                                                                            |